# Lutjanus
Lutjanus es un género de peces de la familia Lutjanidae en el orden de los Perciformes.

## Taxonomía
El médico y zoólogo alemán Marcus Elieser Bloch describió formalmente en 1790 a partir del tipo de Japón, aunque se considera erróneo y se cree que es en realidad Indonesia. Bloch denominó al género Lutjanus cuando describió esta especie, y es la especie tipo de ese género a través de tautonomía (véase nombre aceptado (taxonomía)). El nombre, lutjanus, se deriva del equivalente indonesio para el pargo, ikhan Lutjang.

## Especies
Las especies de este género son:
- Lutjanus adetii (Castelnau, 1873)
- Lutjanus agennes (Bleeker, 1863)
- Lutjanus alexandrei (R. L. Moura & Lindeman, 2007)
- Lutjanus ambiguus (Poey, 1860)
- Lutjanus analis (Cuvier, 1828)
- Lutjanus apodus (Walbaum, 1792)
- Lutjanus aratus (Günther, 1864)
- Lutjanus argentimaculatus (Forsskål, 1775)
- Lutjanus argentiventris (W. K. H. Peters, 1869)
- Lutjanus bengalensis (Bloch, 1790)
- Lutjanus biguttatus (Valenciennes, 1830)
- Lutjanus bitaeniatus (Valenciennes, 1830)
- Lutjanus bohar (Forsskål, 1775)
- Lutjanus boutton (Lacépède, 1802)
- Lutjanus buccanella (Cuvier, 1828)
- Lutjanus campechanus (Poey, 1860)
- Lutjanus carponotatus (J. Richardson, 1842)
- Lutjanus coeruleolineatus (Rüppell, 1838)
- Lutjanus colorado (D. S. Jordan & C. H. Gilbert, 1882)
- Lutjanus cyanopterus (Cuvier, 1828)
- Lutjanus decussatus (Cuvier, 1828)
- Lutjanus dentatus (A. H. A. Duméril, 1861)
- Lutjanus dodecacanthoides (Bleeker, 1854)
- Lutjanus ehrenbergii (W. K. H. Peters, 1869)
- Lutjanus endecacanthus (Bleeker, 1863)
- Lutjanus erythropterus (Bloch, 1790)
- Lutjanus fulgens (Valenciennes, 1830)
- Lutjanus fulviflamma (Forsskål, 1775)
- Lutjanus fulvus (J. R. Forster, 1801)
- Lutjanus fuscescens (Valenciennes, 1830)
- Lutjanus gibbus (Forsskål, 1775)
- Lutjanus goldiei (W. J. Macleay, 1882)
- Lutjanus goreensis (Valenciennes, 1830)
- Lutjanus griseus (Linnaeus, 1758)
- Lutjanus guilcheri (Fourmanoir, 1959)
- Lutjanus guttatus (Steindachner, 1869)
- Lutjanus indicus (G. R. Allen, W. T. White & Erdmann, 2013)[3]
- Lutjanus inermis (W. K. H. Peters, 1869)
- Lutjanus jocu (Bloch & J. G. Schneider, 1801)
- Lutjanus johnii (Bloch, 1792)
- Lutjanus jordani (C. H. Gilbert, 1898)
- Lutjanus kasmira (Forsskål, 1775)
- Lutjanus lemniscatus (Valenciennes, 1828)
- Lutjanus lunulatus (M. Park, 1797)
- Lutjanus lutjanus (Bloch, 1790)
- Lutjanus madras (Valenciennes, 1831) [4]
- Lutjanus mahogoni (Cuvier, 1828)
- Lutjanus malabaricus (Bloch & J. G. Schneider, 1801)
- Lutjanus maxweberi (Popta, 1921)
- Lutjanus mizenkoi (G. R. Allen & Talbot, 1985)
- Lutjanus monostigma (Cuvier, 1828)
- Lutjanus notatus (Cuvier, 1828)
- Lutjanus novemfasciatus (T. N. Gill, 1862)
- Lutjanus ophuysenii (Bleeker, 1860)
- Lutjanus papuensis (G. R. Allen, W. T. White & Erdmann, 2013) [3]
- Lutjanus peru (Nichols & R. C. Murphy, 1922)
- Lutjanus purpureus (Poey, 1866)
- Lutjanus quinquelineatus (Bloch, 1790)
- Lutjanus rivulatus (Cuvier, 1828)
- Lutjanus rufolineatus (Valenciennes, 1830)
- Lutjanus russellii (Bleeker, 1849)
- Lutjanus sanguineus (Cuvier, 1828)
- Lutjanus sapphirolineatus (Iwatsuki, Al-Mamry & Heemstra, 2016)[5]
- Lutjanus sebae (Cuvier, 1816)
- Lutjanus semicinctus (Quoy & Gaimard, 1824)
- Lutjanus stellatus (Akazaki, 1983)
- Lutjanus synagris (Linnaeus, 1758)
- Lutjanus timoriensis (Quoy & Gaimard, 1824)
- Lutjanus viridis (Valenciennes, 1846)
- Lutjanus vitta (Quoy & Gaimard, 1824)
- Lutjanus vivanus (Cuvier, 1828)
- Lutjanus xanthopinnis (Iwatsuki, F. Tanaka & G. R. Allen, 2015)[4]